# نيو أوردر

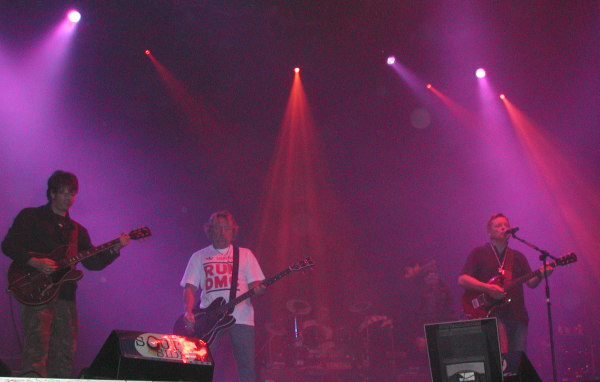
New Order (2005)

نيو أوردر (بالإنجليزية: New Order)‏ هي مجموعة موسيقى روك أنجليزية تكونت سنة 1980 في مدينة سالفورد.

## التاريخ
نيو أوردر هي وريثة المجموعة جوي ديفيجن التي تكونت من المغني إين كورتيس، بيرنار سامنر، بيتر هووك و ستيفن مورريس. والتي كانت بدورها تسمى وارساو (Warsaw).
بعد وفاة المغنّي كورتيس تحول اسم المجموعة جوي ديفيجن إلى نيو أوردر أو تنظيم جديد.

## الألبومات
- 1986, Brotherhood
- 2013, Lost Sirens

## روابط خارجية
- نيو أوردر على موقع IMDb (الإنجليزية)
- نيو أوردر على موقع الموسوعة البريطانية (الإنجليزية)
- نيو أوردر على موقع ميوزك برينز (الإنجليزية)
- نيو أوردر على موقع رولينغ ستون (الإنجليزية)
- نيو أوردر على موقع أول ميوزيك (الإنجليزية)
- نيو أوردر على موقع ديسكوغز (الإنجليزية)